# Le Rêve de la Vierge
Le Rêve de la Vierge (Sogno della Madonna en italien) est un tableau réalisé par Simone dei Crocifissi, conservé à la National Gallery de Londres.

## Histoire
Partie d'un retable d'une église de Bologne (du couvent citadin  dell’Osservanza francescana del Corpus Domini), le tableau fut acquis par la National Gallery auprès de la société des antiquaires de Londres.
Une autre œuvre de Simone dei Crocifissi porte les mêmes sujet et nom à la pinacothèque nationale de Ferrare sise au Palazzo dei Diamanti.

### Restauration
L'arbre (ses ramures) et les contours du rêve n'apparurent qu'après la restauration du fond doré de l'œuvre.

## Iconographie
Dans cette œuvre figure une représentation inhabituelle de la Rédemption par l'intercession de la Vierge : le Christ n'est pas crucifié sur une croix mais sur un arbre de vie doré (albero-croce), qui s'élève sorti du ventre de la Vierge, et dont les racines sont une main qui libère Adam et Ève des Limbes.
La connexion entre croix et arbre de vie est présente dans La Légende dorée de Jacques de Voragine avec les textes sur la légende de la Vraie Croix où le bois de celle-ci est issu de l'arbre né de la graine posée dans la bouche ou la tombe d'Adam par son troisième fils Seth.

## Description
Sur un fond doré le Christ dans la posture résignée de la Crucifixion, a les bras écartés, non pas sur la partie horizontale de la croix traditionnelle mais sur des ramures incisées issues d'un tronc vertical d'un arbre se transformant en bas de la croix sur lequel reposent ses pieds cloués. Ce tronc émane du ventre de la Vierge étendue et dormant sur son lit sous lequel une main en guise de racines saisit le bras d'Adam près d'Ève, tous deux sortant de leurs tombeaux.
Le fond s'entrouvre comme une brèche dans un mur (en forme de songe) laissant voir partiellement de part et d'autre des bâtiments aux murs roses et aux créneaux sombres dans une perspective de parois rocheuses ouverte vers le fond.
Des bâtiments sont présents également au premier plan dans une perspective inversée ; celui de droite porte un personnage féminin assis consultant un livre.